# Ciak d'oro 2012
La 27ª edizione dei Ciak d'oro si è tenuta il 5 giugno 2012 a Roma.

## Vincitori e candidati
I vincitori sono indicati in grassetto, a seguire gli altri candidati.

### Miglior film
- This Must Be the Place di Paolo Sorrentino

### Miglior regista
- Ferzan Özpetek - Magnifica presenza

### Migliore attore protagonista
- Elio Germano - Magnifica presenza

### Migliore attrice protagonista
- Valeria Golino - La kryptonite nella borsa

### Migliore attore non protagonista
- Pierfrancesco Favino - Romanzo di una strage
  - Antonio Catania - La peggior settimana della mia vita
  - Claudio Santamaria - Diaz - Don't Clean Up This Blood
  - Marco Giallini - ACAB - All Cops Are Bastards
  - Vinicio Marchioni - Scialla! (Stai sereno)

### Migliore attrice non protagonista
- Anita Caprioli - Corpo celeste
  - Barbara Bobulova - Scialla! (Stai sereno)
  - Cristiana Capotondi - La kryptonite nella borsa
  - Michela Cescon - Romanzo di una strage
  - Paola Minaccioni - Magnifica presenza

### Migliore produttore
- Domenico Procacci - Diaz - Don't Clean Up This Blood
  - Grazia Volpi - Cesare deve morire
  - Francesco Bonsembiante - Io sono Li
  - Riccardo Tozzi, Giovanni Stabilini e Marco Chimenz - Romanzo di una strage
  - Nicola Giuliano, Francesca Cimae Andrea Occhipinti - This Must Be the Place

### Migliore opera prima
- Alice Rohrwacher - Corpo celeste

### Migliore sceneggiatura
- Gianni Amelio - Il primo uomo

### Migliore fotografia
- Luca Bigazzi - La kryptonite nella borsa, Io sono Li e This Must Be the Place
  - Simone Zampagni - Cesare deve morire
  - Gherardo Gossi - Diaz - Don't Clean Up This Blood
  - Arnaldo Catinari - L'industriale
  - Maurizio Calvesi - Magnifica presenza, Ciliegine e Un giorno questo dolore ti sarà utile

### Migliore sonoro
- Remo Ugolinelli e Alessandro Palmerini - Diaz - Don't Clean Up This Blood
  - Benito Alchimede, Brando Mosca - Cesare deve morire
  - Stefano Campus - I primi della lista
  - Paolo Benvenuti, Simone Olivero - Il mio domani
  - Gaetano Carito, Pierpaolo Merafino - Posti in piedi in paradiso

### Migliore scenografia
- Stefania Cella - This Must Be the Place
  - Marta Maffucci - Diaz - Don't Clean Up This Blood
  - Lino Fioriti - La kryptonite nella borsa
  - Andrea Crisanti - Magnifica presenza
  - Giancarlo Basili - Romanzo di una strage

### Migliore montaggio
- Benni Atria - Diaz - Don't Clean Up This Blood
  - Marco Spoletini - Corpo celeste
  - Carlo Simeoni - Il primo uomo
  - Francesca Calvelli - Romanzo di una strage
  - Cristiano Travaglioli - This Must Be the Place

### Migliore costumi
- Rossano Marchi - La kryptonite nella borsa
  - Andrea Cavalletto - I primi della lista
  - Katia Dottori - Il cuore grande delle ragazze
  - Alessandro Lai - Magnifica presenza
  - Francesca Sartori - Romanzo di una strage

### Migliore colonna sonora
- Franco Piersanti - Il primo uomo, Romanzo di una strage e Terraferma
  - Mokadelic - ACAB - All Cops Are Bastards
  - Stefano Ratchev, Mattia Carratello - I primi della lista
  - Pasquale Catalano - Magnifica presenza, Il paese delle spose infelici e La kryptonite nella borsa
  - Gaetano Curreri, Fabio Liberatori - Posti in piedi in paradiso

### Miglior manifesto
- This Must Be the Place

### Migliore film straniero
- The Artist di Michel Hazanavicius

### Ciak d'oro Mini/Skoda Bello & Invisibile
- Tormenti - Film disegnato di Filiberto Scarpelli

## Ciak d'oro alla carriera
- Marina Cicogna

### Ciak d'oro alla rivelazione dell'anno
- Marco Giallini

### Super Ciak d'oro
- Gianni Amelio